# Cantonul Boissy-Saint-Léger
Cantonul Boissy-Saint-Léger este un canton din arondismentul Créteil, departamentul Val-de-Marne, regiunea Île-de-France, Franța.

## Comune
| Comune             | Populație (1999) | Cod poștal | Cod INSEE |
| ------------------ | ---------------- | ---------- | --------- |
| Boissy-Saint-Léger | 15 289           | 94 470     | 94 004    |
| Sucy-en-Brie       | 25 900           | 94 370     | 94 071    |